# استان اردبیل
استان اردبیل یکی از استان‌های ایران به مرکزیت شهر اردبیل است. این استان در شمال‌غرب ایران و در منطقه تاریخی آذربایجان واقع شده است و مساحت آن ۱۷۹۵۳ کیلومتر مربع و جمعیت آن بر اساس سرشماری سال ۱۳۹۵ برابر ۱٬۲۷۰٬۴۲۰ نفر بوده است. این استان بر طبق آخرین تقسیمات کشوری شامل ۱۲ شهرستان، ۳۱ بخش، ۳۵ شهر و ۷۵ دهستان می‌باشد. شهرستان‌های این استان شامل، اردبیل، مشگین‌شهر، پارس‌آباد، خلخال، نمین، گرمی، بیله سوار، اصلاندوز، نیر، کوثر، انگوت و سرعین می‌باشد.
استان اردبیل در ۲۳ فروردین سال ۱۳۷۲ از استان آذربایجان شرقی جدا و به استانی مستقل تبدیل شد.

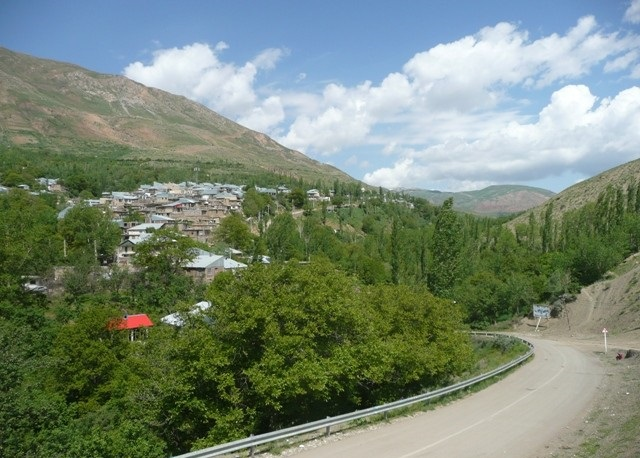
روستای گردشگری لرد در بخش شاهرود خلخال

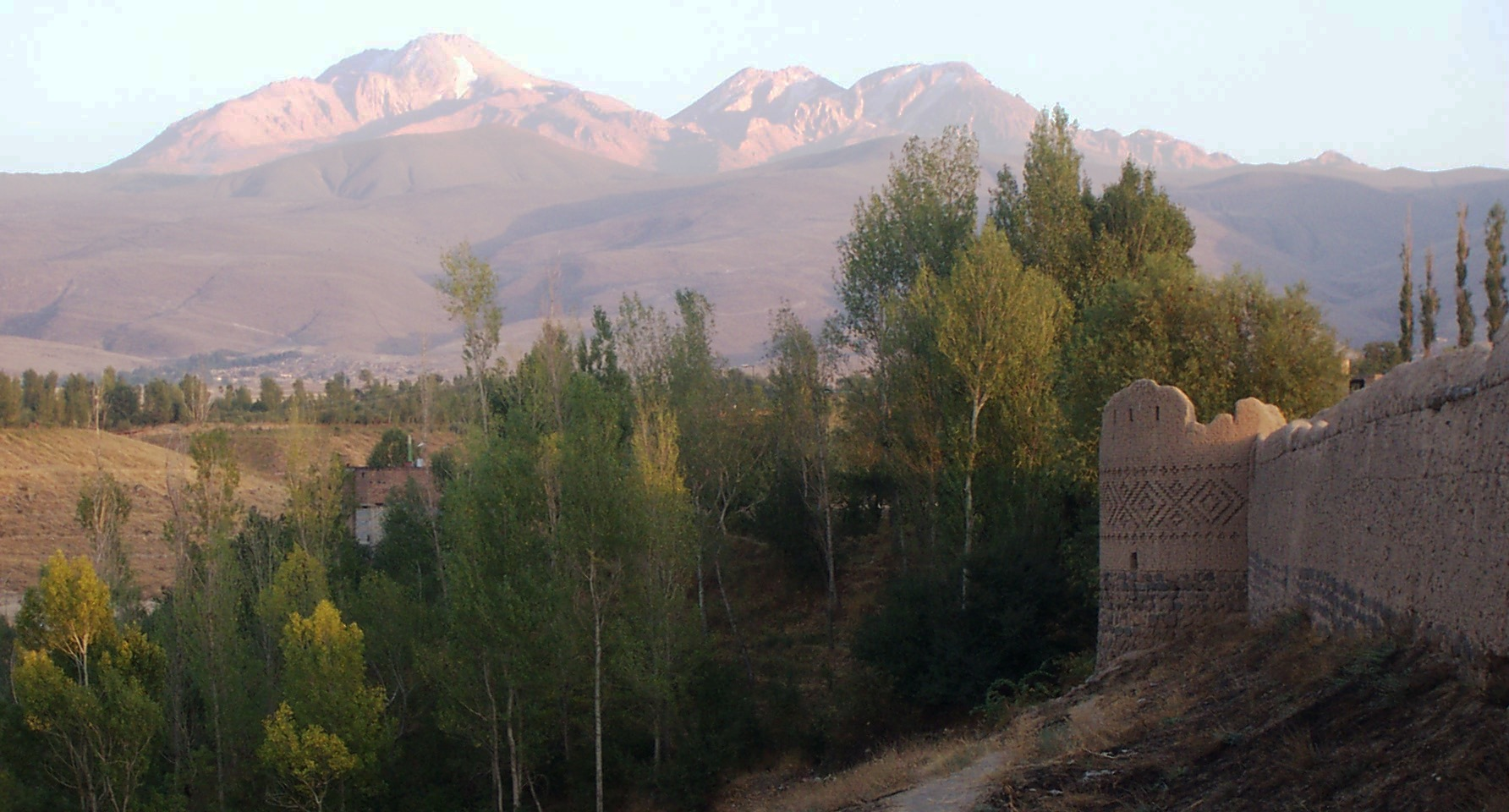
قلعه کهنه در نزدیکی مشکین شهر

## مردم
بیشتر شهروندان استان اردِبیل را آذری‌ها تشکیل می‌دهند که به زبان ترکی آذربایجانی سخن می‌گویند. شماری از مردم تالش نیز در بخش‌هایی از استان ازجمله در بخش عنبران ساکن هستند که به زبان تالشی سخن می‌گویند. در بخش‌هایی از شهرستان خلخال (در جنوب استان) تات‌ها و تالش‌ها سکونت دارند و در کنار زبان ترکی، زبان‌های تاتی و تالشی نیز رایج است.
در شهر خلخال و همچنین در برخی روستاهای شمال و جنوب خلخال تعداد کمی از کردها ساکن هستند که به زبان کردی کرمانجی صحبت می‌کنند. کردهای ساکن در این نواحی از منطقه شمال خراسان به این نواحی مهاجرت کرده‌اند.
نظرسنجی سال ۱۳۸۹
طی پژوهشی که به سفارش شورای فرهنگ عمومی در سال ۱۳۸۹ انجام شد و براساس یک بررسی میدانی و یک جامعه آماری از میان ساکنان ۲۸۸ شهر و حدود ۱۴۰۰ روستای سراسر کشور، درصد اقوامی که در این نظر سنجی نمونه‌گیری شد در این استان به قرار زیر بود:
| اقوام استان اردبیل | اقوام استان اردبیل | اقوام استان اردبیل | اقوام استان اردبیل | اقوام استان اردبیل |
| ------------------ | ------------------ | ------------------ | ------------------ | ------------------ |
| قومیت              | قومیت              |                    | درصد               | درصد               |
| آذربایجانی         | آذربایجانی         |                    | ۹۵٪                | ۹۵٪                |
| تالش و تات         | تالش و تات         |                    | ۴٫۴٪               | ۴٫۴٪               |
| کرد                | کرد                |                    | ۰٫۴٪               | ۰٫۴٪               |
| سایر و بدون جواب   | سایر و بدون جواب   |                    | ۰٫۲٪               | ۰٫۲٪               |

شهرهای پارس‌آباد و مشگین‌شهر از توابع استان اردبیل، به همراه اهر و میانه از آذربایجان شرقی و پیرانشهر و سلماس از آذربایجان غربی ۶ شهری هستند که با تحولات جمعیتی پس از سرشماری ۲۰۱۶ به جمع شهرهای بزرگ بالای ۱۰۰ هزار نفر در منطقه آذربایجان پیوسته‌اند.

## جغرافیا

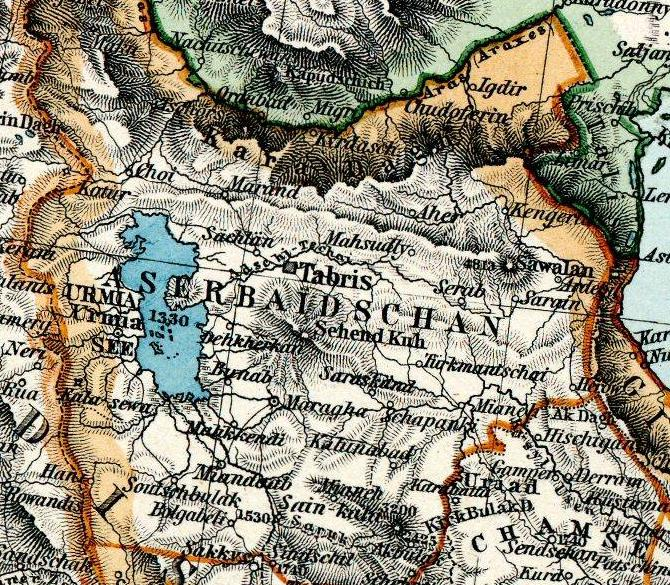
قسمتی از نقشه ایران و توران در دوره قاجاریه، آذربایجان شمال غربی‌ترین استان ایران

استان اردبیل در منطقه آذربایجان واقع شده است. این استان از شمال به جمهوری آذربایجان، از سمت غرب به استان آذربایجان شرقی، از سمت شرق به استان گیلان و از سمت جنوب به استان زنجان محدود شده است. استان اردبیل، طبق آخرین تقسیمات کشوری، از ۱۲شهرستان، ۳۱ بخش، ۳۵ شهر و ۷۵ دهستان تشکیل یافته است. استان اردبیل قبلاً یکی از شهرستان‌های بزرگ استان آذربایجان شرقی بود که بعداً در سال ۱۳۷۲ به علت درخواست مردم اردبیل تبدیل به استان شد.

## تقسیم استان
استان اردبیل دارای ۱۲ شهرستان، ۳۵ شهر، ۳۱ بخش و ۷۵ دهستان است:شهرستان‌های این استان شامل، اردبیل، مشگین‌شهر، پارس‌آباد، خلخال، نمین، گرمی، بیله سوار، اصلاندوز، نیر، کوثر، انگوت و سرعین می‌باشد.

## صنعت
استان اردبیل درحال حاضر دارای ۸ شهرک صنعتی است. این استان همچنین دارای کارخانجات بزرگ نساجی، سیمان، ذوب آهن و کشت و صنعت شهرک خصوص آرتا می‌باشد.

## خواهرخواندگی با اردبیل

### خواهرخواندگی
- تیساواش، مجارستان: از ۱۸ اکتبر ۲۰۱۱
- ارزروم، ترکیه: از ۲۷ اکتبر ۲۰۱۳
- قونیه، ترکیه: از ۱۶ آوریل ۲۰۱۶
- کربلا، عراق: از ۱۶ آوریل ۲۰۱۶
- نجف اشرف، عراق: از ۱۶ آوریل۲۰۱۶
- سامرا، عراق: از ۱۶ آوریل ۲۰۱۶
- کاظمین، عراق: از ۱۶ آوریل ۲۰۱۶
- حله، عراق: از ۱۶ آوریل ۲۰۱۶
- دمشق، سوریه: از ۱۶ آوریل ۲۰۱۶
- بعلبک، لبنان: از ۱۶ آوریل ۲۰۱۶
- مکه، عربستان سعودی: از ۱۶ آوریل ۲۰۲۳
- مدینه، عربستان سعودی: از ۱۶ آوریل ۲۰۲۳
- باکو، آذربایجان: پیمان اولیه در از ۲۲ اکتبر ۲۰۱۶
- گنجه، آذربایجان: پیمان اولیه در از ۲۲ اکتبر ۲۰۱۶
- سومقاییت، آذربایجان: پیمان اولیه در از ۲۲ اکتبر ۲۰۱۶
- آستارا، آذربایجان: پیمان اولیه در از ۲۲ اکتبر ۲۰۱۶
- تبریز، ایران: از سال ۱۴۰۰
- ارومیه، ایران: از سال ۱۴۰۰
- زنجان، ایران: از سال ۱۴۰۰
- آستارا، ایران: از سال ۱۴۰۰
- مشهد، ایران: از سال ۱۴۰۲
- قم، ایران: از سال ۱۴۰۲

| ردیف | نام شهرستان | مرکز شهرستان | سال تأسیس | جدا شدن از شهرستان یا استان | مساحت شهرستان (Km²) | جمعیت مرکز شهرستان ۱۳۹۵ | جمعیت شهرستان ۱۳۹۵ |
| ---- | ----------- | ------------ | --------- | --------------------------- | ------------------- | ----------------------- | ------------------ |
| ۱    | اردبیل      | اردبیل       | ۱۳۱۶      | _                           | ۲٬۱۷۴               | ۵۲۹٬۳۷۴ نفر             | ۶۰۵٬۹۹۲ نفر        |
| ۲    | مشگین‌شهر    | مشگین‌شهر     | ۱۳۲۷      | اردبیل                      | ۳٬۸۲۲               | ۷۴٬۱۰۹ نفر              | ۱۴۹٬۹۴۱ نفر        |
| ۳    | خلخال       | خلخال        | ۱۳۲۲      | اردبیل                      | ۲٬۸۲۷               | ۳۹٬۳۰۴ نفر              | ۸۶٬۷۳۱ نفر         |
| ۴    | گرمی        | گرمی         | ۱۳۵۵      | مشگین‌شهر                    | ۱۷۲۵٫۲              | ۲۸٬۹۶۷ نفر              | ۵۶٬۴۷۳ نفر         |
| ۵    | پارس‌آباد    | پارس‌آباد     | ۱۳۷۰      | گرمی                        | ۸۱۴                 | ۹۳٬۳۸۷ نفر              | ۱۴۵٬۰۹۵ نفر        |
| ۶    | بیله‌سوار    | بیله‌سوار     | ۱۳۷۰      | گرمی                        | ۱٬۷۴۲               | ۱۶٬۱۸۸ نفر              | ۵۱٬۴۰۴ نفر         |
| ۷    | کوثر        | گیوی         | ۱۳۷۵      | خلخال                       | ۱٬۲۸۴               | ۷٬۱۰۱ نفر               | ۲۲٬۱۲۷ نفر         |
| ۸    | نمین        | نمین         | ۱۳۷۵      | اردبیل                      | ۹۳۸                 | ۱۳٬۶۵۹ نفر              | ۶۰٬۶۵۹ نفر         |
| ۹    | نیر         | نیر          | ۱۳۷۶      | اردبیل                      | ۱٬۲۳۰               | ۵٬۸۷۳ نفر               | ۲۰٬۸۶۴ نفر         |
| ۱۰   | سرعین       | سرعین        | ۱۳۸۸      | اردبیل                      | ۴۰۵                 | ۵٬۴۵۹ نفر               | ۱۸٬۲۰۰ نفر         |
| ۱۱   | اصلاندوز    | اصلاندوز     | ۱۳۹۷      | پارس‌آباد                    | ۵۹۲                 | ۶٬۳۴۸ نفر               | ۳۲٬۵۰۶ نفر         |
| ۱۲   | انگوت       | انگوت        | ۱۳۹۹      | گرمی                        | ۱٬۰۴۸               | ۲٬۶۴۵ نفر               | ۲۰٬۴۲۸ نفر         |

## نگارخانه
- بقعه شیخ صفی الدین اردبیلی
- حیاط بقعه شیخ صفی الدین اردبیلی
- تالار بقعه شیخ صفی الدین اردبیلی
- خانه تاریخی رضازاده اردبیلی-محله اوچ دکان
- خانه تاریخی ارشادی
- پل یئدی گوز
- آبشار سیبیه خانی-روستای گردشگری لرد بخش شاهرود خلخال
- روستای گردشگری لرد-بخش شاهرود خلخال